# Phasia frontata
Phasia frontata là một loài ruồi trong họ Tachinidae.